# Syntheta ochraceopuncta
Syntheta ochraceopuncta är en fjärilsart som beskrevs av Embrik Strand 1921. Syntheta ochraceopuncta ingår i släktet Syntheta och familjen nattflyn. Inga underarter finns listade i Catalogue of Life.